# Diplazon scrobiculatus
Diplazon scrobiculatus är en stekelart som beskrevs av Ma, Wang och Wang 1995. Diplazon scrobiculatus ingår i släktet Diplazon och familjen brokparasitsteklar. Inga underarter finns listade i Catalogue of Life.